# Ján Krošlák
Ján Krošlák (Bratislava, 17 ottobre 1974) è un ex tennista slovacco.

## Carriera
In carriera ha vinto due titoli nel singolare, il Tel Aviv Open nel 1995 e lo Shanghai Open nel 1997. Nei tornei del Grande Slam ha ottenuto il suo miglior risultato raggiungendo il terzo turno nel singolare a Wimbledon nel 1996, agli Australian Open nel 1999 e agli US Open sempre nel 1999.
In Coppa Davis ha giocato un totale di 26 partite, ottenendo 17 vittorie e 9 sconfitte.

## Statistiche

### Singolare

#### Vittorie (2)
| Numero | Anno            | Torneo                  | Superficie | Avversario in finale | Punteggio |
| 1.     | 15 ottobre 1995 | Tel Aviv Open, Tel Aviv | Cemento    | Javier Sánchez       | 6-3, 6-4  |
| 2.     | 2 febbraio 1997 | Shanghai Open, Shanghai | Sintetico  | Aleksandr Volkov     | 6-2, 7-6  |

#### Finali perse (1)
| Numero | Anno            | Torneo                | Superficie | Avversario in finale | Punteggio     |
| 1.     | 25 ottobre 1998 | Ostrava Open, Ostrava | Sintetico  | Andre Agassi         | 2-6, 6-3, 3-6 |

### Doppio

#### Finali perse (1)
| Numero | Anno            | Torneo                | Superficie | Compagno     | Avversari in finale     | Punteggio |
| 1.     | 20 ottobre 1996 | Ostrava Open, Ostrava | Sintetico  | Karol Kučera | Sandon Stolle Cyril Suk | 6-7, 3-6  |